# جوستين غيلبرت
جوستين غيلبرت (بالإنجليزية: Justin Gilbert)‏ (و. 1991  م) هو لاعب كرة قدم أمريكية، من الولايات المتحدة، ولد في ذا وودلاندز، تكساس، يلعب كظهير خلفي ‏.

## التعليم
تعلم في Huntsville Independent School District ‏.

## روابط خارجية
- جوستين غيلبرت على موقع إي إس بي إن.كوم (أن.أف.أل)3
- جوستين غيلبرت على موقع مرجع كرة القدم المحترفة.كوم (الإنجليزية)